# Asiraca
Genre
Asiraca est un genre d'insectes de l'ordre des hémiptères, de la famille des Delphacidae.

## Distribution
Eurasiatique.

## Liste des espèces
Selon BioLib (6 janvier 2023) :
- Asiraca clavicornis (Fabricius, 1794)
- Asiraca germari Metcalf, 1943
- Asiraca granulipennis (Kato, 1933)

Selon Catalogue of Life (6 janvier 2023) :
- Asiraca aequinoctialis (Scopoli, 1763)
- Asiraca choui Yuan & Wang, 1992
- Asiraca clavicornis (Fabricius, 1794)
- Asiraca germari Metcalf, 1943
- Asiraca granulipennis (Kato, 1933)
- Asiraca longicornis Latreille, 1802